# 忘却の愛
『忘却の愛』（ぼうきゃくのあい）は、1985年3月4日～4月19日にTBS「花王 愛の劇場」枠にて放送された昼ドラマである。全35回。

## 物語
章子は結婚後、子供に恵まれたが、同窓会に出席した夜、泊まったホテルで火災に巻き込まれ、逃げる途中に階段で転倒、頭を強く打って、記憶喪失になった。その後、街を彷徨っていたところをカメラマン志望の男性に助けられる。やがて二人は同棲して、章子は妊娠する。そして、産婦人科で自分が経産婦である事を知り、徐々に記憶が戻り始める。元の記憶が戻った章子は、夫が自分の妹と暮らしていることを知る。更に妹が子供が出来ない身体だと言う事を知った章子は。

## キャスト
- 章子 ……………… 永島暎子
- 光夫 ……………… 原田大二郎
- 佐伯 ……………… 北詰友樹
- 弘美 ……………… 音無真喜子
- 令子 ……………… 佐野アツ子
- 誠 ………………… 小沢和徳
- 信子 ……………… 福田公子
- たみ子 …………… 町田博子
- 道子 ……………… 沢井孝子
- 満子 ……………… 翠準子
- 幸代 ……………… 津賀有子
- 関根 ……………… 早川純一
- 信一 ……………… 市原清彦
- 近藤宏
- 陶隆司
- 平林尚三
- 望月太郎
- 鶴田忍
- 若林哲行
- 平松慎吾
- 松尾文人
- 篠原大作
- 糸博
- 叶年央
- 三上剛仙
- 由起艶子
- 松井摩味
- 岸井あや子

## スタッフ
- 脚本：中井多津夫
- 監督：奥村正彦、香月敏郎
- 音楽：井上堯之
- プロデューサー：松澤一男(東京映画新社)、井上博(TBS)
- 制作：東京映画新社、TBS

## 主題歌
- 『黄昏』  (CBSソニー)
- 作詞・作曲：岸田智史
- 編曲：石田勝範
- 歌：西村協

## 参考資料
- 「忘却の愛」シナリオ決定稿
- 「テレビジョンドラマ」(放送映画出版)